# Basil al-Asad
Basil al-Asad (ur. 23 marca 1962, zm. 21 stycznia 1994) – syryjski polityk, inżynier i podpułkownik, dowódca gwardii prezydenckiej, najstarszy syn i bliski współpracownik prezydenta Hafiza al-Asada, przewidywany następca ojca. Po śmierci Basila w wypadku samochodowym rolę tę przejął jego brat Baszar al-Asad.